# Nikolai Nikolajewitsch Nikolajenko
Nikolai Nikolajewitsch Nikolajenko (russisch Николай Николаевич Николаенко, englische Transkription Nikolaj Nikolaenko; * 29. Januar 1978) ist ein russischer Badmintonspieler. 

## Karriere
Nikolai Nikolajenko wurde 2000 erstmals nationaler Meister in Russland. Ein weiter Titelgewinn folgte 2002. 2005 siegte er bei den Russian Open. 1997 nahm er an den Badminton-Weltmeisterschaften teil, 2012 an den Badminton-Europameisterschaften. 2002 siegte er bei den Norwegian International.